# Rhamphomyia janovensis
Rhamphomyia janovensis är en tvåvingeart som beskrevs av Bartak 1981. Rhamphomyia janovensis ingår i släktet Rhamphomyia och familjen dansflugor. Inga underarter finns listade i Catalogue of Life.